# Vuelo 427 de Indian Airlines
El vuelo 427 de Indian Airlines se vio implicado en un secuestro aéreo que tuvo lugar en India entre el 24 y el 25 de abril de 1993. Comandos de la Guardia Nacional de Seguridad (NSG) rescataron a los 141 rehenes del Boeing 737 de Indian Airlines, en la plataforma del aeropuerto de Amritsar. El único secuestrador, Mohammed Yousuf Shah, fue eliminado cinco minutos después de la entrada de los comandos en el avión, antes de que pudiera reaccionar y lesionar a alguno de los rehenes. El rescate recibió el nombre en clave de Operación Ashwamedh.

## Secuestro
El vuelo 427 de Indian Airlines partió de Delhi a las 13:57 rumbo a Srinagar con seis tripulantes y 135 pasajeros a bordo. Durante el vuelo, un pasajero, quién primero se identificó como Syed Salauddin, afirmó portar pistolas y una granada de mano, y solicitó que el avión se dirigirse a Kabul. A las 14:43, el control de tráfico aéreo de Delhi recibió un mensaje de que el avión había sido secuestrado y que se dirigía a Kabul en Afganistán.
El control de tráfico aéreo de Lahore rechazó permitir el paso del avión a espacio aéreo Pakistaní, y el vuelo regresó a India tras girar sobre Lahore. Tras ello, el avión aterrizó en Amritsar en India a las 15:20. El secuestrador exigió repostaje, y nuevamente solicitó que el avión se dirigiera a Kabul. El grupo de gestión de crisis (CMG) del gabinete de gobierno de India y el comité central en el aeropuerto de Delhi se encargaron de dar respuesta a la situación. El delegado del gobierno y el superintendente superior de la policía del distrito de Amritsar fueron enviados al aeropuerto a negociar con el secuestrador. A las 18:00, el director general de la policía de Punjab llegó a Amrtisar, y se hizo cargo del proceso de negociación. Sin embargo, el secuestrador se mantuvo firme en su demanda e incluso efectuó un disparo de advertencia que atravesó el fuselaje del avión.
.

## Operación de la NSG
Después del disparo del secuestrador, el CMG desplegó un equipo de fuerzas especiales de la NSG a Amritsar vía Adampur. Mientras tanto, el negociador continuó su trabajo de intentar que el secuestrador se rindiera. A las 23:00, el secuestrador afirmó que haría detonar el avión si no se cumplían sus demandas. El CMG indicó entonces a las fuerzas especiales de la NSG y los negociadores que se ocupasen de penetrar en el avión. Durante las dos horas siguientes, el equipo valoró la situación en tierra y planificó la operación. A la 01:00 del 25 de abril, alrededor de 60 miembros del 52 Grupo de Operaciones Especiales del NSG rodearon la aeronave y penetraron en ella. El secuestrador se vio sorprendido por la entrada rápida de los miembros de las fuerzas especiales en el avión. Antes de que pudiera reaccionar y disparar, un comando le derribó con una pistola con silenciador. La operación concluyó en cinco minutos, a la 01:05, sin registrarse bajas o heridos entre los rehenes ni más daños al aparato.

## Consecuencias
El secuestrador, más tarde identificado como Jalaluddin alias Mohammed Yunus Shah, fue entregado a la policía local, si bien falleció a consecuencia del disparo mientras estaba siendo trasladado al hospital. Le fueron intervenidas dos pistolas de 9 mm. Las autoridades índias afirmaron que fue miembro del Hizbul Mujahideen, pero el grupo negó toda responsabilidad.